# Karl Fryksdahl
Karl Fryksdahl (Karl Johan Fryksdahl; * 22. Juni 1885 in Örebro; † 9. Februar 1945 in den Vereinigten Staaten) war ein schwedischer Dreispringer.
1906 und 1907 wurde er schwedischer Meister, und 1907 stellte er mit 13,45 m und 13,63 m zwei nationale Rekorde auf.
Bei den Olympischen Spielen 1908 in London wurde er Siebter mit 13,645 m. Im Standhochsprung belegte er den 14. Platz, im 100-Meter-Lauf schied er in der Vorrunde aus.